# Bruce Dickinson
Paul Bruce Dickinson (Worksop, 7 agosto 1958) è un cantautore britannico, noto soprattutto per la sua militanza nel gruppo musicale heavy metal Iron Maiden, dei quali è il frontman.
Tra i cantanti più rappresentativi dell'heavy metal, il suo stile ha influenzato diversi altri cantanti, quali ad esempio Andi Deris (Helloween), Timo Kotipelto (Stratovarius), Andre Matos (ex Angra) e Phil Anselmo (Pantera, Down).
Ha una laurea in storia, conseguita alla Queen Mary, University of London, nel 1979. Il 19 luglio 2011 ha ricevuto dalla stessa università una laurea honoris causa in musica. Ha esercitato anche la professione di pilota civile di linea per una compagnia aerea britannica, la Astraeus Airlines.
Nel 2006 la rivista Hit Parader lo ha inserito nella sua lista dei 100 migliori cantanti metal di tutti i tempi alla posizione numero 7.

## Carriera

### Gli inizi
Dickinson scoprì le proprie doti vocali per caso, mentre con un amico cercava di imparare a memoria Let It Be dei Beatles. Prima di entrare negli Iron Maiden, fece parte di diversi gruppi, fra i quali gli Styx (da non confondere con l'omonimo gruppo statunitense), gli Speed e gli Shots, per poi passare ai Samson di Paul Samson e Thunderstick, usando, con questi ultimi, lo pseudonimo di Bruce Bruce. Fu in questo periodo che Dickinson ricevette il nomignolo di Air Raid Siren (sirena degli attacchi aerei) a causa dei toni acutissimi che riusciva a raggiungere.
Con i Samson, Dickinson entrò gradualmente in conflitto per via del loro forte uso di stupefacenti. All'ultimo concerto con i Samson (tenutosi a Reading Festival del 1981) conobbe Rod Smallwood, manager degli Iron Maiden, in cerca di un cantante per sostituire Paul Di'Anno, alle prese con seri problemi di intossicazione da alcool e droghe.

### Gli Iron Maiden

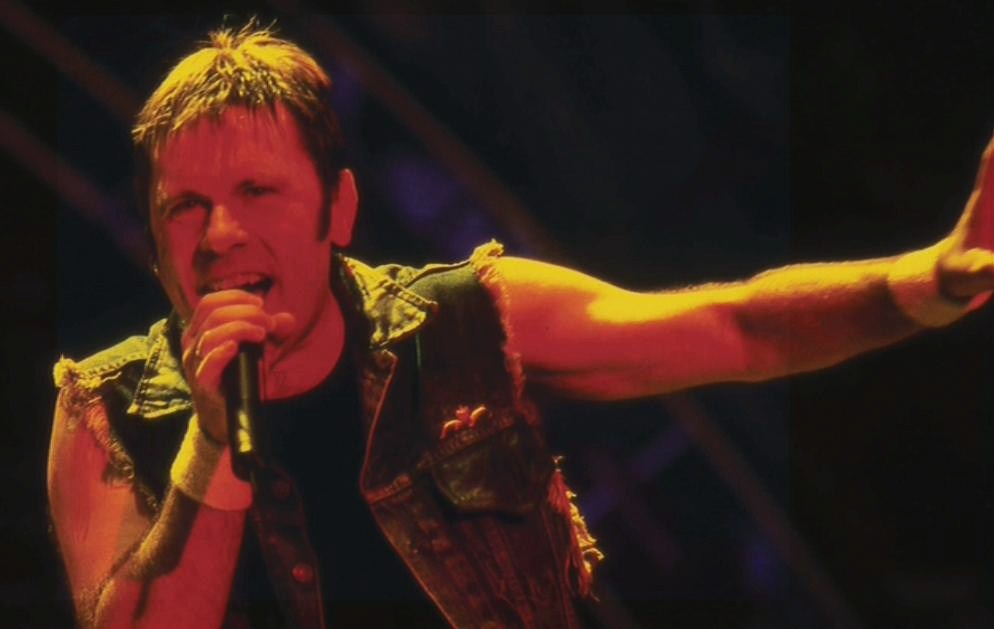
Bruce Dickinson durante un concerto

Nel 1981 Dickinson entrò quindi negli Iron Maiden (debuttando al Palazzetto dello Sport di Bologna, il 26 ottobre 1981, con la canzone Sanctuary), con i quali incise l'album The Number of the Beast, uscito l'anno seguente. Il disco arrivò nelle vette delle classifiche in molti paesi. Nel 1983 uscì invece Piece of Mind, velato di venature progressive. Nel 1984 il gruppo pubblicò Powerslave, nel quale Dickinson ha scritto il brano omonimo e contribuito alla stesura di Flash of the Blade e 2 Minutes to Midnight.Seguirono Somewhere in Time e Seventh Son of A Seventh Son
Nel 1992 uscì Fear of the Dark, ultimo album in studio del gruppo con Dickinson alla voce, il quale decise di abbandonare la formazione l'anno successivo. Il suo ultimo concerto con gli Iron Maiden si svolse il 28 agosto 1993, evento immortalato nell'album video Raising Hell.

### La carriera solista
Parallelamente all'attività con gli Iron Maiden, Bruce Dickinson avviò anche una carriera solista, nella quale propose sonorità più rock and roll. La sua prima pubblicazione è il brano Bring Your Daughter... To the Slaughter del 1989, inciso per la colonna sonora del film Nightmare 5 - Il mito e vincitore di un Razzie Award alla peggior canzone originale. L'anno successivo venne pubblicato l'album Tattooed Millionaire, che riscosse apprezzamenti dalla critica e buone vendite.
Al termine del tour degli Iron Maiden atto alla promozione di Fear of the Dark, Dickinson è intenzionato a lasciar perdere il mondo della musica, dedicandosi al volo. Diventa pilota di linea e per qualche tempo esercita la professione a tempo pieno.

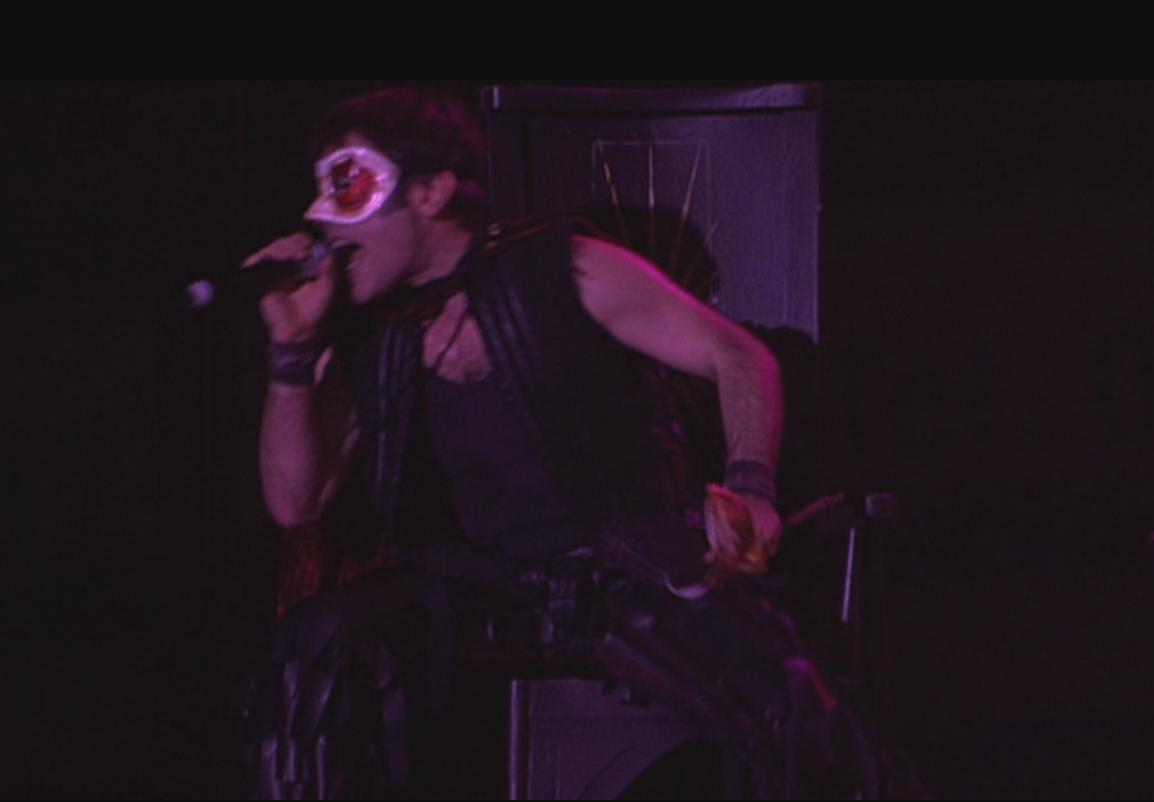
Dickinson in concerto

Nel 1994 un concerto dei Tribe of Gypsies lo convince a tornare sulle scene: ingaggia il chitarrista Roy Z e la sua band e con loro scrive e pubblica Balls to Picasso, a cui fece seguito l'anno dopo Skunkworks; quest'ultimo, secondo le intenzioni di Dickinson, è nato non come lavoro solista ma come progetto di una band omonima ma, nonostante la presenza di brani di buon livello come Back from the Edge, Inertia, Solar Confinment e Innerspace, l'album non vende e Dickinson non ottiene il consenso dei vecchi fan degli Iron Maiden.
A questo punto, Dickinson richiama Roy Z e ritrova anche Adrian Smith: con loro ritorna a sfornare musica tipicamente metal ed il risultato è Accident of Birth del 1997. Il successo di pubblico e critica è tale che appena un anno dopo esce The Chemical Wedding, secondo lo stesso cantante il suo lavoro più ispirato. Il disco è una sorta di concept album ispirato alla vita del pittore inglese William Blake, il sound è ancora più duro del precedente.
A quel punto Steve Harris, non potendo più ignorare le critiche mosse alla band a causa delle diverse carature di Dickinson e del nuovo cantante Blaze Bayley (ed avendo subito la minaccia, perpetrata da Janick Gers, in accordo con Dave Murray e Nicko McBrain, di abbandonare la band), gli propone di tornare ad occupare il ruolo di cantante degli Iron Maiden. Dickinson, dopo un netto rifiuto, accetta la proposta, secondo alcuni con la segreta clausola del concomitante rientro dell'amico Adrian Smith (con il quale aveva già scritto molti pezzi di successo dei Maiden). Ciononostante, non interrompe la propria carriera solista; prima e dopo il rientro, pubblica un live antologico Scream for Me Brazil (1999) ed una raccolta di successi The Best of Bruce Dickinson (2001).
Nel 2005 il cantante esce a sorpresa con un nuovo album, Tyranny of Souls, nuovamente acclamato da pubblico e critica e con sonorità simili a The Chemical Wedding. Ritroviamo Roy Z, alcuni nuovi membri dei Tribe of Gypsies e il tastierista italiano Maestro Mistheria.
Le caratteristiche che accomunano gli ultimi tre lavori in studio di Dickinson includono la produzione di Roy Z, che proprio grazie a questi lavori ha ottenuto notevole lustro producendo fra gli altri anche Rob Halford del periodo solista nonché gli stessi Judas Priest della riunione. Molto caratterizzante si è rivelata la scelta di accordare le chitarre un semitono più in basso del normale.

### Ritorno negli Iron Maiden
Ritornato con gli Iron Maiden, questi ultimi realizzano e pubblicano nel 2000 Brave New World. Dopo aver svolto un tour in supporto all'album, il gruppo ha pubblicato l'album dal vivo Rock in Rio (2002), che racchiude l'ultimo concerto del tour tenuto dalla formazione britannica nel 2002.
Successivamente hanno pubblicato altri cinque album in studio, Dance of Death (2003), A Matter of Life and Death (2006), The Final Frontier (2010), The Book of Souls (2015) Senjutsu (2021), e sei album dal vivo, Death on the Road (2005) e Flight 666: The Original Soundtrack (2009), En vivo! (2012), Maiden England '88 (2013), The Book of Souls: Live Chapter (2017) e Nights of the Dead, Legacy of the Beast: Live in Mexico City (2020).

## Altri lavori

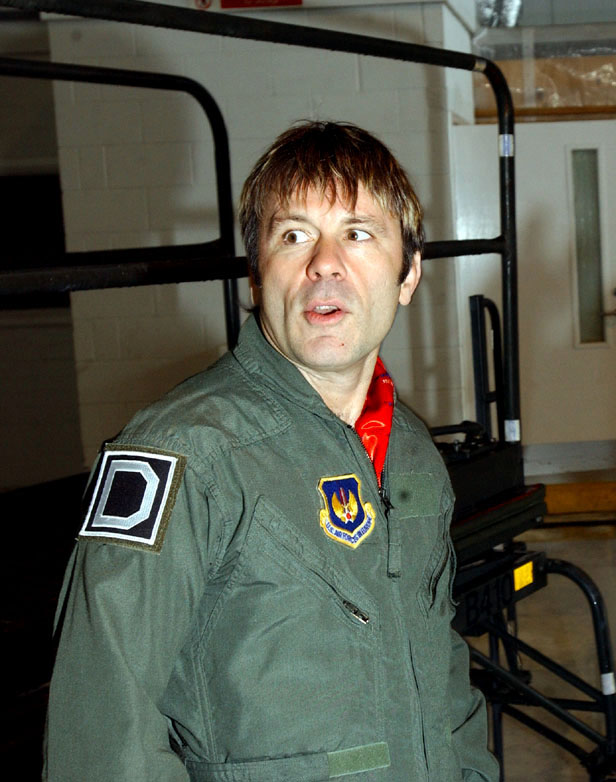
Bruce Dickinson in tuta da pilota

Bruce Dickinson è anche uno scrittore di romanzi: nel 1990 ha pubblicato The Adventures of Lord Iffy Boatrace e due anni più tardi The Missionary Position. Nel 2008 ha scritto insieme a Julian Doyle la sceneggiatura del film Chemical Wedding (2008), diretto dallo stesso Doyle e basato sulla vita di Aleister Crowley.
Oltre all'impegno con gli Iron Maiden è impiegato anche nel ruolo di comandante per la compagnia aerea inglese Astraeus. Da sempre interessato all'aviazione (grazie all'influenza di uno zio che aveva prestato servizio nella RAF), imparò a volare con la British Airways dal comandante Phil Dales. Il 12 febbraio 2007 a Dickinson fu dato il permesso di trasportare i Rangers ad Israele per l'incontro di Coppa UEFA contro l'Hapoel Tel Aviv. Il 21 ottobre 2010 ha pilotato l'aereo che ha trasportato la squadra del Liverpool a Napoli per l'incontro di Europa League Napoli-Liverpool.
È presidente e pilota della compagnia aerea Cardiff Aviation, la stessa che ha procurato il Boeing 747 da lui pilotato e che gli Iron Maiden hanno utilizzato per il The Book of Souls World Tour nel 2016.
Nel 2017, HarperCollins ha pubblicato la sua autobiografia, intitolata A cosa serve questo pulsante?.

## Vita privata
Dickinson si è sposato tre volte. La prima moglie è stata Erica "Jane" Barnett, dal 1984 al 1987. L'artista è poi passato a nuove nozze con Patrice "Paddy" Bowden, che gli ha dato tre figli. La coppia ha divorziato nel 2019 dopo quasi trent'anni di matrimonio. Bowden è morta nel maggio 2020 in un incidente domestico. A dicembre 2023 il cantante ha sposato la sua fidanzata Leana Dolci.
Il 19 febbraio 2015 ha resa pubblica la notizia di essere affetto da un tumore alla lingua. Il 15 maggio dello stesso anno, il cantante ha annunciato di essere ufficialmente guarito dal tumore, anche se la sua attività dal vivo non sarebbe ripresa fino al 2016 per consentirgli un pieno recupero.

## Discografia

### Da solista
Album in studio
- 1990 – Tattooed Millionaire
- 1994 – Balls to Picasso
- 1996 – Skunkworks
- 1997 – Accident of Birth
- 1998 – The Chemical Wedding
- 2005 – Tyranny of Souls
- 2024 – The Mandrake Project

Album dal vivo
- 1995 – Alive in Studio A
- 1999 – Scream for Me Brazil

Raccolte
- 2001 – The Best of Bruce Dickinson

Singoli
- 1990 – Tattooed Millionaire
- 1990 – All the Young Dudes
- 1990 – Dive! Dive! Dive!
- 1990 – Born in 58
- 1994 – Tears of the Dragon
- 1994 – Shoot All the Clowns
- 1996 – Back from the Edge
- 1997 – Accident of Birth
- 2023 – Afterglow of Ragnarok
- 2024 – Rain on the Graves

### Con i Samson
- 1979 – Survivors - versione alternativa registrata nel settembre 1980
- 1980 – Head On
- 1981 – Shock Tactics
- 1990 – Live at Reading '81

### Con gli Iron Maiden
- 1982 – The Number of the Beast
- 1983 – Piece of Mind
- 1984 – Powerslave
- 1986 – Somewhere in Time
- 1988 – Seventh Son of a Seventh Son
- 1990 – No Prayer for the Dying
- 1992 – Fear of the Dark
- 2000 – Brave New World
- 2003 – Dance of Death
- 2006 – A Matter of Life and Death
- 2010 – The Final Frontier
- 2015 – The Book of Souls
- 2021 – Senjutsu

### Altre apparizioni
- 1983 – Xero - Oh Baby EP
- 1989 – Nightmare 5 Bring Your Daughter... To the Slaughter - colonna sonora
- 1989 – Rock Aid Armenia - The Earthquake Album - Smoke on the Water
- 1992 – Comic Relief - (I Want to Be) Elected
- 1994 – Nativity in Black Sabbath Bloody Sabbath
- 1997 – Montserrat Caballé Friends for life
- 1998 – Extreme Championship Wrestling Compilation - Extreme Music The Zoo
- 1998 – La sposa di Chucky - colonna sonora
- 1999 – Humanary Stew: A Tribute to Alice Cooper
- 2000 – Ayreon - Universal Migrator Part 2: Flight of the Migrator Into the Black Hole
- 2000 – Halford - Resurrection The One You Love to Hate
- 2001 – Halford - Live Insurrection The One You Love to Hate
- 2005 – Tribuzy - Execution Beast In The Light

## Videografia

### Da solista
- Dive! Dive! Live! (1990)
- Skunkworks Live Video (1997)
- Anthology (2006)

### Con gli Iron Maiden
- Video Pieces (1983)
- Behind the Iron Curtain (1985)
- Live After Death (1985)
- 12 Wasted Years (1987)
- Maiden England (1989)
- The First Ten Years: The Videos (1990)
- From There to Eternity (1992)
- Donington Live 1992 (1993)
- Raising Hell (1994)
- The Number of the Beast - Classic Albums (2001)
- Rock in Rio (2002)
- Visions of the Beast (2003)
- The Early Days (2004)
- Death On the Road (2005)
- Flight 666 (2008)

## Opere
- Dickinson, Bruce (2017) A cosa serve questo pulsante? HarperCollins. ISBN 978-8869053337